# Дине Макелара
Дине бей Макелара (на албански: Dine Maqellara) е албански революционер, участник в борбата за независимост.

## Биография
Роден е в дебърското българо-торбешко село Макелари, чието име носи като фамилно. Влиза в движението за независимост и заедно с Елез Исуфи, Суфа Джелили, Садула Стразимири и Назиф Граждани е лидер на албанското въстание в Дебърско в 1909 - 1912 година. След това участва в последвалата борба срещу сръбската окупация на Дебърско.
След създаването на Албания, в 1915 година са му предлагани постове в Драч и Тирана, но Макелара се задоволява с поста кмет на Макелари, който заема до смъртта си. Негов син е министър-председателят на Албания Фикри Дине (1897 - 1960).